# Allison Schmitt
Allison Rodgers Schmitt (Pittsburgh, 7 de junio de 1990) es una deportista estadounidense que compite en natación, especialista en el estilo libre.
Participó en cuatro Juegos Olímpicos de Verano, obteniendo en total diez medallas: bronce en Pekín 2008, en 4 × 200 m libre, cinco en Londres 2012, oro en 200 m libre, 4 × 200 m libre y 4 × 100 m estilos, plata en 400 m libre y bronce en 4 × 100 m libre, dos en Río de Janeiro 2016, oro en 4 × 200 m libre y plata en 4 × 100 m libre, y dos en Tokio 2020, plata en 4 × 200 m libre y bronce en 4 × 100 m libre.
Ganó tres medallas en el Campeonato Mundial de Natación, en los años 2009 y 2011, tres medallas en el Campeonato Mundial de Natación en Piscina Corta de 2012 y tres medallas en el Campeonato Pan-Pacífico de Natación, en los años 2010 y 2018.

## Palmarés internacional
| Juegos Olímpicos                    | Juegos Olímpicos        | Juegos Olímpicos  | Juegos Olímpicos  |
| Año                                 | Lugar                   | Medalla           | Prueba            |
| ----------------------------------- | ----------------------- | ----------------- | ----------------- |
| 2008                                | Pekín (China)           | Medalla de bronce | 4 × 200 m libre   |
| 2012                                | Londres (Reino Unido)   | Medalla de oro    | 200 m libre       |
| 2012                                | Londres (Reino Unido)   | Medalla de oro    | 4 × 200 m libre   |
| 2012                                | Londres (Reino Unido)   | Medalla de oro    | 4 × 100 m estilos |
| 2012                                | Londres (Reino Unido)   | Medalla de plata  | 400 m libre       |
| 2012                                | Londres (Reino Unido)   | Medalla de bronce | 4 × 100 m libre   |
| 2016                                | Río de Janeiro (Brasil) | Medalla de oro    | 4 × 200 m libre   |
| 2016                                | Río de Janeiro (Brasil) | Medalla de plata  | 4 × 100 m libre   |
| 2020                                | Tokio (Japón)           | Medalla de plata  | 4 × 200 m libre   |
| 2020                                | Tokio (Japón)           | Medalla de bronce | 4 × 100 m libre   |
| Campeonato Mundial                  |                         |                   |                   |
| Año                                 | Lugar                   | Medalla           | Prueba            |
| 2009                                | Roma (Italia)           | Medalla de plata  | 200 m libre       |
| 2009                                | Roma (Italia)           | Medalla de plata  | 4 × 200 m libre   |
| 2011                                | Shanghái (China)        | Medalla de oro    | 4 × 200 m libre   |
| Campeonato Mundial en Piscina Corta |                         |                   |                   |
| Año                                 | Lugar                   | Medalla           | Prueba            |
| 2012                                | Estambul (Turquía)      | Medalla de oro    | 200 m libre       |
| 2012                                | Estambul (Turquía)      | Medalla de oro    | 4 × 100 m libre   |
| 2012                                | Estambul (Turquía)      | Medalla de oro    | 4 × 200 m libre   |
| Campeonato Pan-Pacífico             |                         |                   |                   |
| Año                                 | Lugar                   | Medalla           | Prueba            |
| 2010                                | Irvine (Estados Unidos) | Medalla de oro    | 200 m libre       |
| 2010                                | Irvine (Estados Unidos) | Medalla de oro    | 4 × 200 m libre   |
| 2018                                | Tokio (Japón)           | Medalla de plata  | 4 × 200 m libre   |